# Revolução de Julho
A Revolução de Julho de 1830, também conhecida como as Três Gloriosas (em francês: Les Trois Glorieuses), é a designação dada aos acontecimentos dos dias 27, 28 e 29 de julho de 1830, conhecidos como os três dias gloriosos, durante os quais o povo de Paris e as sociedades secretas republicanas, liderados pela burguesia liberal, realizaram uma série de levantes contra Carlos X que culminaram com a sua abdicação e o fim do período conhecido como Restauração Francesa.
O movimento alastrou-se por toda a Europa, dando origem a uma complexa cadeia de movimentos insurreccionais conhecida como as Revoluções de 1830.

## Antecedentes
Após a derrota e rendição do Império Napoleônico em 30 de maio de 1814, a Europa continental — e a própria França em particular — encontravam-se em estado de desordem social e grave crise econômica. O Congresso de Viena reuniu-se para redesenhar o mapa político do continente. Diversos países europeus compareceram ao Congresso, mas a tomada de decisões foi controlada por quatro grandes potências: o Império Austríaco, representado pelo Chanceler de Estado Príncipe Metternich; o Reino Unido da Grã-Bretanha e Irlanda, representado por seu Secretário de Relações Exteriores, Visconde Castlereagh; o Império Russo, representado pelo Imperador Alexandre I; e a Prússia, representada pelo Rei Frederico Guilherme III.
Embora a França fosse considerada o Estado adversário derrotado, o Ministro dos Negócios Estrangeiros Charles Maurice de Talleyrand também participou do Congresso alegando que havia sido coagido a cooperar com Napoleão Bonaparte. Talleyrand sugeriu que a França restaurasse suas fronteiras e governos "legítimos" (ou seja, suas estruturas anteriores ao período napoleônico) — um plano que, com algumas adaptações, foi aceito pelas principais demais potências. A França foi poupada de grandes anexações e restaurou suas fronteiras tal como em 1791. A Casa de Bourbon, deposta pela Revolução Francesa, foi restaurada ao trono na pessoa de Luís XVIII. O Congresso, no entanto, pressionou Luís XVIII a promulgar uma nova constituição, que viria a ser a chamada Carta de 1814.

## Contexto e consequências

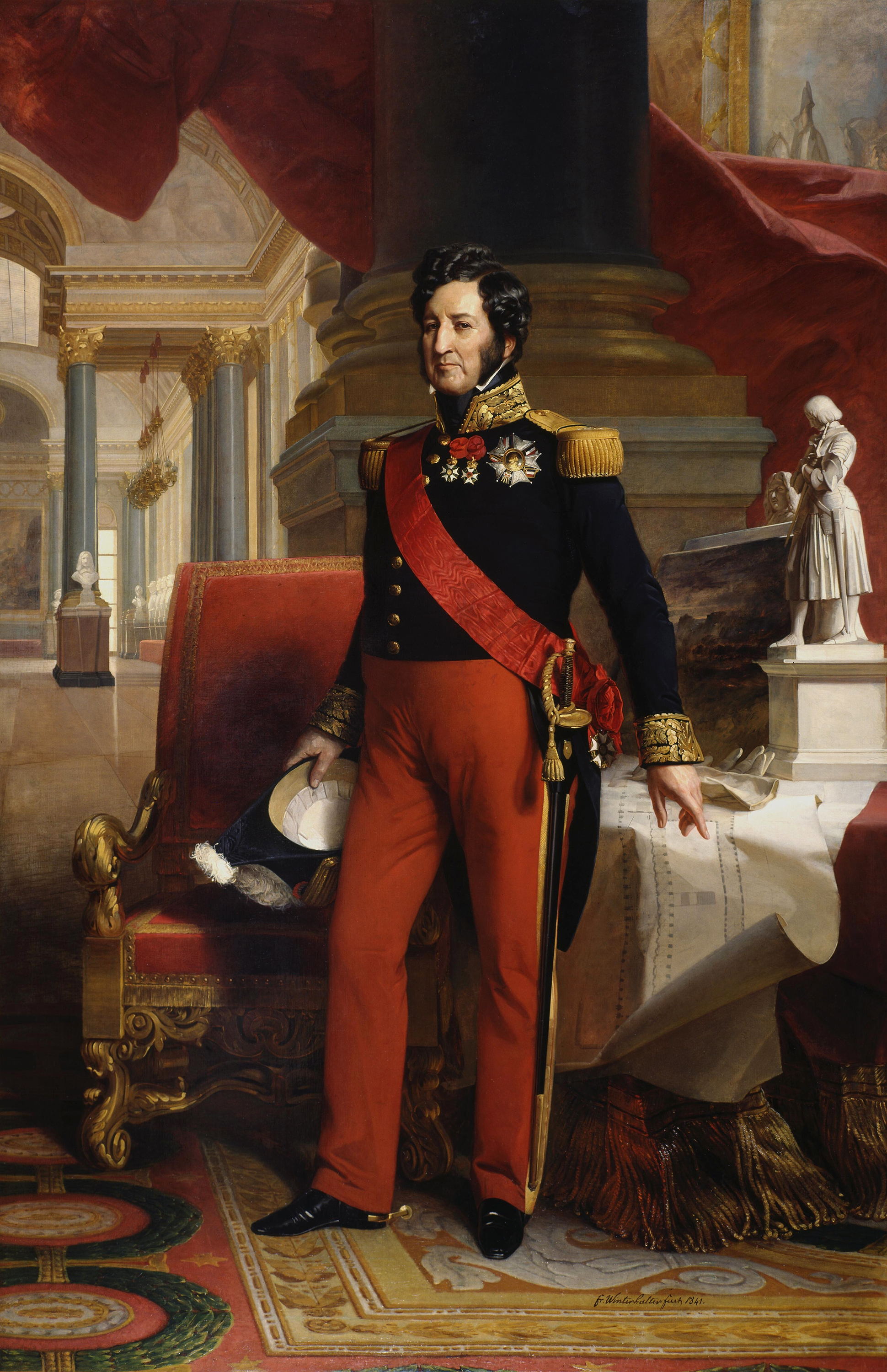
Luís Filipe I da França, o rei burguês.

Durante aqueles dias levantaram-se barricadas na capital francesa e generalizou-se a luta civil. As revoltas populares sucederam-se e ampliaram-se a ponto de a própria Guarda Nacional as apoiar, aderindo à sedição. Após os três dias de lutas (os Três Gloriosos) nas ruas de Paris, o último rei da Casa de Bourbon é obrigado a partir para o exílio, já no começo de agosto. O clima da revolução perpassa as páginas de Os Miseráveis, de Victor Hugo.
Temerosa do radicalismo das classes que haviam feito a revolução (pequena burguesia e proletariado urbano), a alta burguesia instalou no poder o primo do rei, Luís Filipe, o "Rei Burguês", monarca constitucional, liberal, oriundo da Casa de Orléans. "De agora em diante, os banqueiros reinarão na França", como afirmou Jacques Lafitte, banqueiro e político que participou das manobras para colocar Luís Filipe no trono. Ele tinha razão. Todas as facções da burguesia, como industriais e comerciantes, haviam participado da luta contra o poder real e a velha aristocracia, mas quem assumiu o poder na Monarquia de Julho foi apenas uma parcela da burguesia — a do capital financeiro, representada por banqueiros como Casimire Pérere —, contando com o apoio de ministros como Thiers e Guizot.